# École militaire
L'École militaire (in italiano: scuola militare) è un vasto complesso di edifici, ospitanti una delle più importanti accademie militari francesi, situato a Parigi in place Joffre, all'estremità sud-orientale dello Champ de Mars, nei pressi dell'omonima stazione della linea 8 della metropolitana di Parigi e di quella non più in uso di Champ de Mars. Da esso trae nome il quartiere École-Militaire che costituisce il quadrante meridionale del VII arrondissement di Parigi.

## Storia
Fu fondata da Luigi XV nel 1750, consigliato da Joseph Pâris e da madame de Pompadour, con il proposito di costituire una accademia per la formazione di ufficiali dell'esercito provenienti dai ceti meno abbienti. Il progetto fu disegnato da Ange-Jacques Gabriel. La costruzione iniziò nel 1751, sul terreno della magione Grenelle, ma la scuola non fu aperta fino al 1760. Il generale Claude-Louis de Saint-Germain la riorganizzò nel 1777, con il nome di École des Cadets-gentilshommes.
Il governatore della scuola era il marchese Jean-Baptiste-César de Timbrune-Valence. Tra gli allievi ufficiali, ospitò anche il giovane Napoleone Bonaparte, nel 1784, che già amava il gioco, deciso a barare pur di vincere.
Il complesso è classificato dal 1990 come monumento storico di Francia. Nella storia, innumerevoli personalità e ufficiali francesi (e di eserciti alleati) vennero formati presso l'École militaire. Secondo la ricostruzione della giornalista Marie-Monique Robin anche molti ufficiali dell'esercito argentino vi furono addestrati, negli anni settanta. Furono insegnate loro le tecniche messe a punto durante la Guerra d'Algeria, e utilizzate in America Latina per i dissidenti, che divennero desaparecidos.